# Aritranis freemani
Aritranis freemani är en stekelart som först beskrevs av Henry Keith Townes, Jr. 1962.  Aritranis freemani ingår i släktet Aritranis och familjen brokparasitsteklar. Inga underarter finns listade.